# Hjärthallaberget
Hjärthallaberget este o arie protejată (arie specială de conservare — SAC, sit de importanță comunitară — SCI) din Suedia întinsă pe o suprafață de 77,8 ha, integral pe uscat.

## Localizare
Centrul sitului Hjärthallaberget este situat la coordonatele 56°01′17″N 14°37′44″E / 56.0214°N 14.6289°E.

## Înființare
Situl Hjärthallaberget a fost declarat sit de importanță comunitară în ianuarie 2002 pentru a proteja 1 specie de animale. Situl a fost protejat și ca arie specială de conservare în martie 2011.

## Biodiversitate
Situată în ecoregiunea continentală, aria protejată conține 5 habitate naturale: Pajiști uscate europene, Păduri acidofile de stejar bătrân cu Quercus robur pe câmpii nisipoase, Păduri de fag Luzulo-Fagetum, Păduri de fag Asperulo-Fagetum, Păduri caducifoliate de mlaștină fino-scandinave.
La baza desemnării sitului se află o specie protejată de  amfibieni: triton cu creastă (Triturus cristatus).